# California (Wilson Phillips)
California è il terzo album in studio del trio musicale femminile statunitense Wilson Phillips, pubblicato nel 2004. 
Si tratta del primo album di cover del gruppo ed è stato pubblicato dopo la reunion, a 12 anni di distanza dal precedente album in studio.

## Tracce
1. You're No Good (Dee Dee Warwick) – 3:13
2. Old Man (Neil Young) – 3:59
3. California (Joni Mitchell) – 3:39
4. Already Gone (Eagles) – 4:01
5. Go Your Own Way (Fleetwood Mac) – 3:40
6. Turn! Turn! Turn! (Pete Seeger / The Byrds) – 2:40
7. Monday, Monday (The Mamas & the Papas) – 3:17
8. Get Together (The Youngbloods) – 3:45
9. Doctor My Eyes (Jackson Browne) – 2:55
10. Dance, Dance, Dance (The Beach Boys) – 3:21
11. In My Room – 1:55 (The Beach Boys)

## Formazione
Gruppo
- Carnie Wilson — voce
- Wendy Wilson — voce
- Chynna Phillips — voce

Personale addizionale
- Linda Ronstadt — voce
- Brian Wilson — voce, piano
- David Campbell — direttore, arrangiamenti orchestrali
- Larry Corbett, Joel Derouin, Michele Richards, Evan Wilson — quartetto d'archi